# R. E. Siday
Raymond Eldred Siday (1912–1956) est un mathématicien anglais spécialisé en mécanique quantique. 
Il est le frère d'Eric Siday, un pionnier de la musique électronique. 
Raymond Siday est connu pour l'effet Ehrenberg – Siday. 

## Effet d'Ehrenberg – Siday – Aharonov – Bohm
L'effet Ehrenberg-Siday, plus tard connu sous le nom d'effet Aharonov-Bohm, est un phénomène de mécanique quantique par lequel une particule chargée est affectée par des champs électromagnétiques dans des régions dont la particule est exclue. La première forme de cet effet a été prédite par Werner Ehrenberg et Siday en 1949, et des effets similaires ont ensuite été redécouverts par Aharonov et Bohm en 1959. 
Ces effets sont prédits tant pour les champs magnétiques que les champs électriques, mais la version magnétique a été plus facile à observer. En général, la conséquence des effets d'Aharonov-Bohm est que la connaissance du champ électromagnétique classique agissant localement sur une particule n'est pas suffisante pour prédire son comportement quantique. 

## Articles
- Siday, « The determination of the optical properties of thick magnetic lenses, and the application of these lenses to beta-ray spectrometry », Proc. Phys. Soc., vol. 54, no 3,‎ 1942, p. 266–277 (DOI 10.1088/0959-5309/54/3/305, Bibcode 1942PPS....54..266S)
- Siday, « The optical properties of axially symmetric magnetic prisms part 1: The study of rays in a plane of symmetry, and its application to the design of prism β-spectroscopes », Proc. Phys. Soc., vol. 59, no 6,‎ 1947, p. 905–917 (DOI 10.1088/0959-5309/59/6/301, Bibcode 1947PPS....59..905S)
- Siday, « The Optical Properties of Axially Symmetric Magnetic Prisms », Proc. Phys. Soc., vol. 59, no 6,‎ 1947, p. 1036–1036 (DOI 10.1088/0959-5309/59/6/415, Bibcode 1947PPS....59Q1036.)
- Ehrenberg et Siday, R. E., « The Refractive Index in Electron Optics and the Principles of Dynamics », Proc. Phys. Soc., vol. B62, no 1,‎ 1949, p. 8–21 (DOI 10.1088/0370-1301/62/1/303, Bibcode 1949PPSB...62....8E)